# 中国—巴巴多斯关系

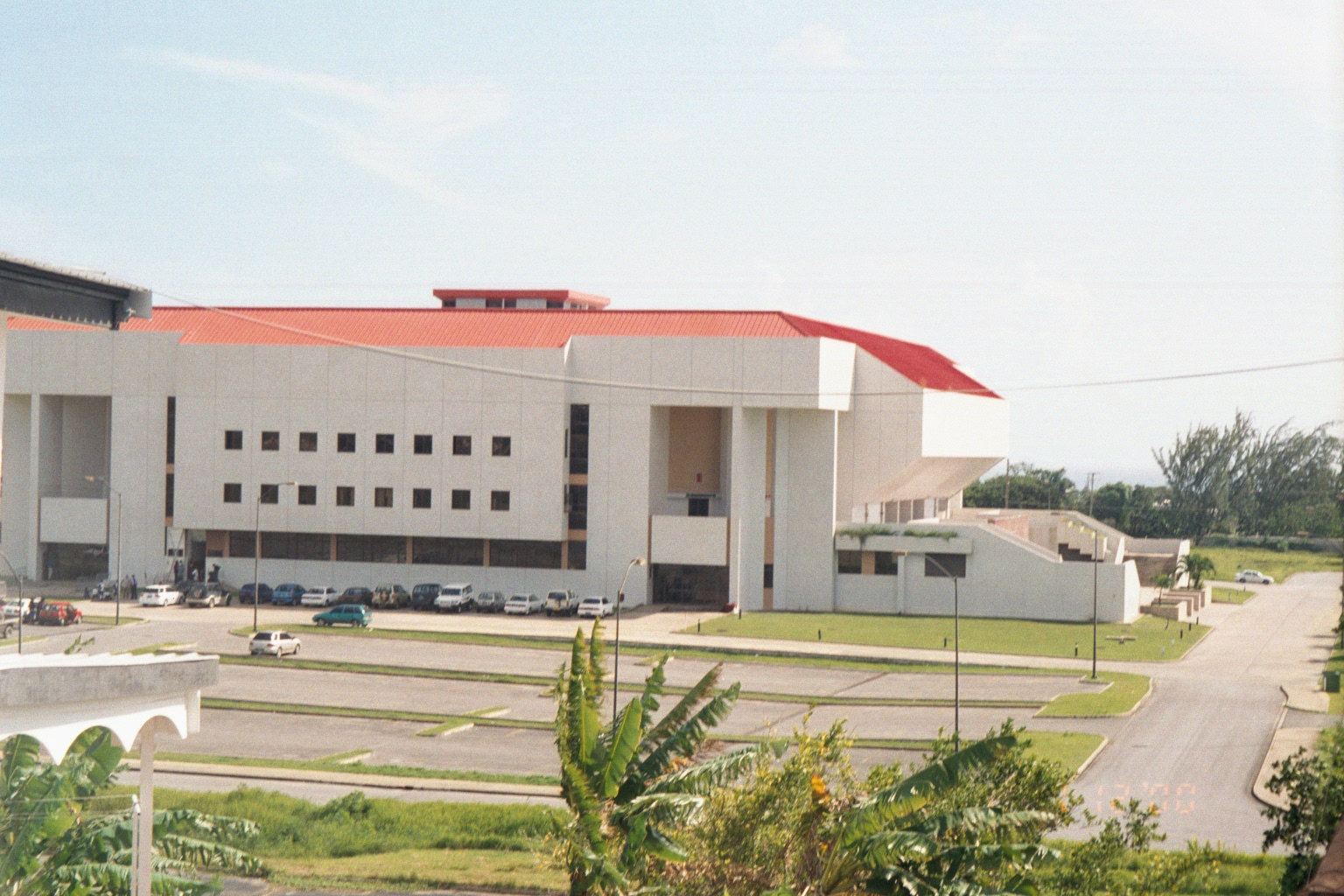
中國政府援建的加菲爾德·疏巴斯體育館

中國—巴巴多斯關係（英語：China–Barbados relations），是指中華人民共和國和巴巴多斯之間的雙邊關係。目前，中國駐巴巴多斯大使館位於基督城教區；巴巴多斯駐華大使館則位於北京。中國和巴巴多斯同是聯合國、加勒比開發銀行和77國集團的成員。

## 歷史
巴巴多斯独立后，曾在1967年与中华民国建交，直到1977年断交，之后巴巴多斯於1977年5月30日与中华人民共和国建交，中國一直向巴巴多斯提供援助，例如協助建設加菲爾德·疏巴斯體育館等項目。自2004年起，中國開始向欲前往巴巴多斯的公民發出ADS签证。2008年汶川大地震後，巴巴多斯總理戴維·湯普森前往中國大使館，在弔唁冊上親筆簽字。
2017年3月24日，中華人民共和国与巴巴多斯签订普通护照互免签证协议，并于同年6月1日生效

## 經貿關係
在1999年，中國到巴巴多斯的出口總額為203.5萬美元，而巴巴多斯到中國的出口總額為1.3萬美元；2005年，中國到巴巴多斯的出口總額為1919萬美元，而巴巴多斯到中國的出口總額為21.1萬美元。中巴兩國簽署了租稅協定及相互促進和保護投資條約。中國政府是以巴巴多斯為基礎的加勒比開發銀行的主要得益者。
2004年，中國一些企業開始介入巴巴多斯建築業，包括中國建築工程總公司和ChinaDOS建築有限公司，在巴巴多斯完成了一批建設項目。2008年8月，中國官員和以巴巴多斯為基礎的加勒比出口簽署了一項協議，以增強加勒比地區到中國的出口市場的可容性。

## 軍政關係
2006年10月，巴巴多斯政府被發現沒有與美軍簽署第98條協定，以豁免美方人員受國際刑事法院的審訊，並因而被美國制裁，中國政府便向巴巴多斯提供了財政援助。
於2009年，兩國的軍事單位同意加強軍事合作。

## 外部連結
- 中華人民共和國駐巴巴多斯大使館官方網站（简体中文）（英文）
  - 中華人民共和國駐巴巴多斯大使館經濟商務處官方網站（简体中文）